# Melvyn Nathanson
Melvyn Bernard Nathanson (né le 10 octobre 1944 à Philadelphie) est un mathématicien américain, spécialiste de la théorie des nombres.

## Biographie
Nathanson étudie à l'Université de Pennsylvanie où il obtient un baccalauréat en 1965 et à l'Université de Rochester où il obtient un diplôme de maîtrise en 1968. Il passe son doctorat en 1972 à Sanford Segal (Difference Operators on Sequences Over Groups). En tant que chercheur postdoctoral, il est en 1972/73 à l'Université d'État de Moscou. En 1971-1981, il est professeur de mathématiques à la Southern Illinois University Carbondale. En 1975-1976, il est professeur associé au Brooklyn College et chercheur invité à l'Université Rockefeller. En 1981-1986, il est professeur à l'Université Rutgers et doyen de la Graduate School. Depuis 1986, il est professeur au Lehman College de l'Université de la Ville de New York et y est, en 1986-1991, vice-président des affaires académiques.
Il a écrit un ouvrage de référence en deux volumes sur la théorie additive des nombres. Il a publié plusieurs fois avec Paul Erdős (il a donc le numéro Erdős 1). Il est co-organisateur du séminaire sur la théorie des Nombres de New York.
En 1974-1975 et 1990-1991, il est assistant André Weil à l'Institute for Advanced Study. En 1977-1978, il est chercheur honoraire à l'Université Harvard.
Il est membre de l'Association américaine pour l'avancement des sciences et de l'Académie des sciences de New York. Il a également traduit du russe, une Introduction à la théorie analytique des nombres d'Anatoli Karatsouba (Springer, 1993) et l'essai samizdat de Gregory Freiman (en) sur la situation des mathématiciens juifs dans l'Union soviétique en 1979.

## Écrits
- Additive Number Theory: The Classical Bases, Graduate Texts in Mathematics 164, Springer-Verlag, New York, 1996.
- Additive Number Theory: Inverse Problems and the Geometry of Sumsets, Graduate Texts in Mathematics 165, Springer-Verlag, New York, 1996.
- Elementary Methods in Number Theory, Graduate Texts in Mathematics 195, Springer-Verlag, New York, 2000
- Rédacteur de Unusual applications of number theory, AMS, DIMACS Series, 2004